# Adidas Fevernova

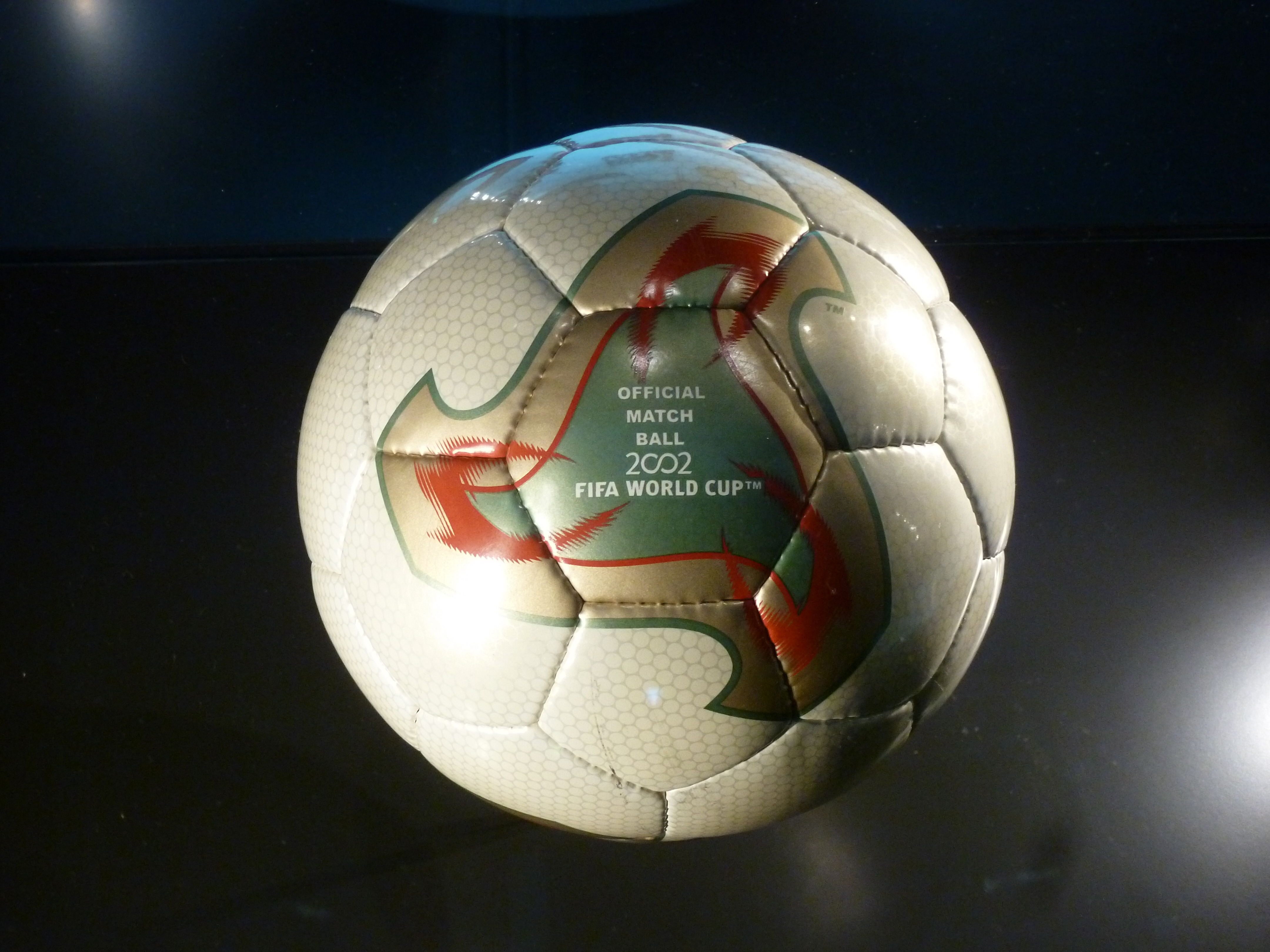
De Adidas Fevernova (editie WK 2002)

De Fevernova was de officiële wedstrijdbal tijdens het FIFA-wereldkampioenschap voetbal 2002 in Zuid-Korea en Japan. Hij werd ontworpen en gemaakt door adidas. Het was de eerste bal die qua uiterlijk brak met de traditie van Adidas Tango. De bal werd versierd met rode en gouden vlammen.